# Β-Fergusoniet-(Nd)
Het mineraal β-fergusoniet-(Nd) is een neodymium-cerium-niobaat met de chemische formule (Nd,Ce)NbO4. Het is een neodymiummrijke vertegenwoordiger van de fergusonietgroep.

## Eigenschappen
Het bruinigrode, rode, geelbruine of oranje β-fergusoniet-(Nd) heeft een glas- tot vetglans en een vaalbruine streepkleur. De gemiddelde dichtheid is 6,45 en de hardheid is 5,5 tot 6,5. Het kristalstelsel is monoklien en het mineraal is zwak radioactief. Het heeft een API gamma ray waarde van 42.918,49.

## Naamgeving
Het mineraal β-fergusoniet-(Nd) is genoemd naar de fergusonietserie waar het deel van uitmaakt en het hoge gehalte aan neodymium.

## Voorkomen
β-Fergusoniet-(Nd) komt voor in onder invloed van natrium gemetasomaseerde dolomitische marmers.